# Combustibile sintetico

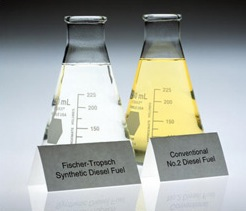
Confronto fianco a fianco del carburante sintetico FT e del carburante tradizionale. Il carburante sintetico è visibilmente più pulito, trasparente come l'acqua per via della quasi totale assenza di zolfo e composti aromatici

Il combustibile sintetico o synfuel è un combustibile liquido ottenuto dal carbone, gas naturale, scisto bituminoso, o dalle biomasse o dall'anidride carbonica ambientale. Il nome può anche essere riferito ai combustibili derivati da altri solidi come la plastica o dagli scarti della gomma. L'uso comune del termine "combustibile sintetico" è utilizzato per descrivere i combustibili prodotti mediante la conversione Fischer-Tropsch, la conversione da metanolo a benzina o la liquefazione diretta del carbone.
Utilizzando processi industriali commercialmente provati, possono essere utilizzate biomasse per produrre combustibile sintetico per trasporto. Questi combustibili possono essere prodotti in modo che vengano ridotte le emissioni di gas serra nel ciclo di vita, mentre vengono costruite infrastrutture pronte a soddisfare gli standard futuri per i combustibili rinnovabili. I combustibili sintetici sono una delle poche alternative, economicamente valide e industrialmente scalabili, al petrolio in grado di rappresentare una fonte necessaria al mantenimento dell'economia, sono inoltre l'unica fonte conosciuta non derivata dal petrolio di carburante avionico.
A luglio 2009 la capacità di produzione di combustibile sintetico era di oltre 38.000 m³ al giorno con numerosi progetti in costruzione o in fase di sviluppo.

## Storia

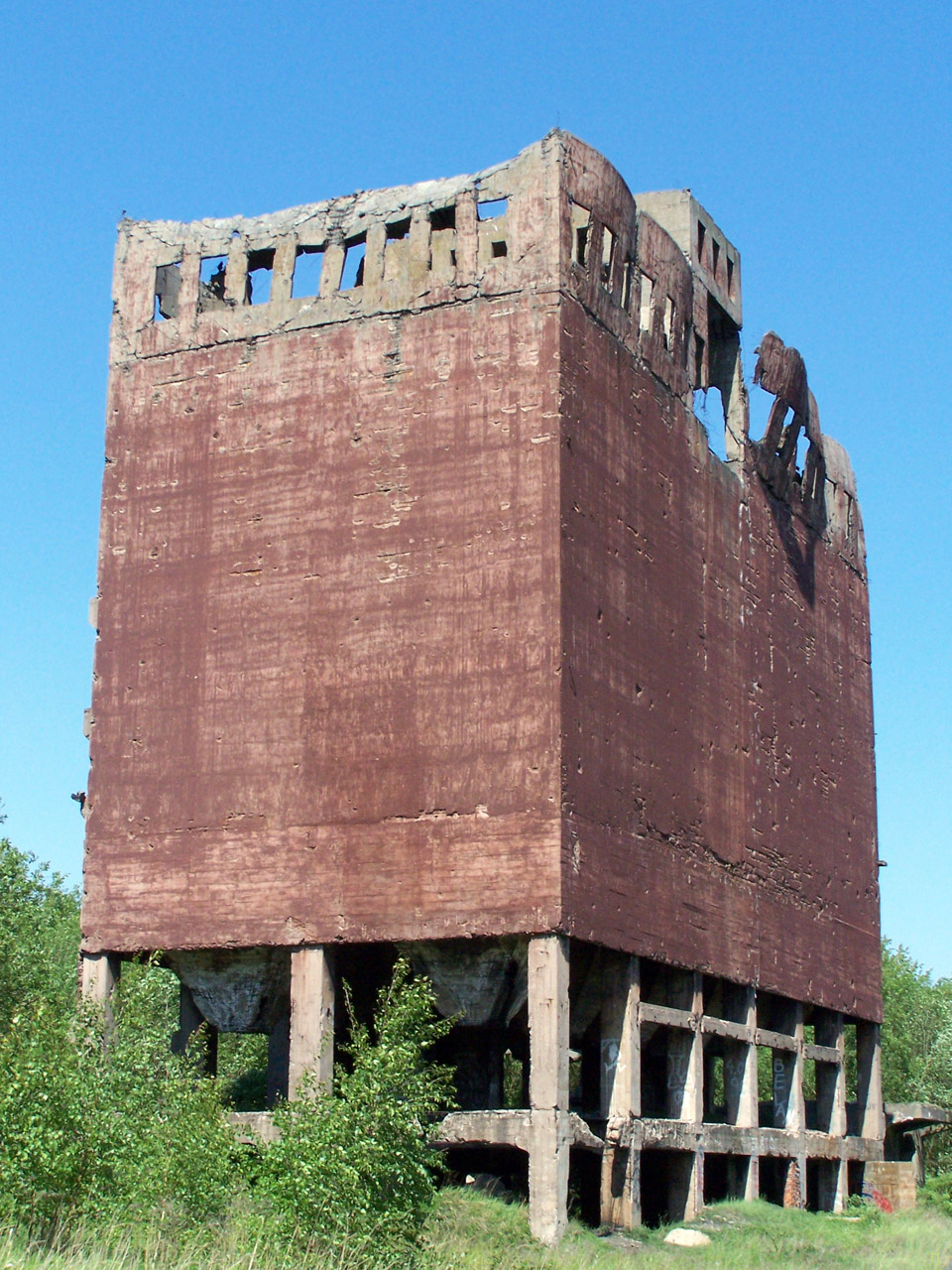
Rovine dello stabilimento tedesco di petrolio sintetico (Hydrierwerke Pölitz – Aktiengesellschaft) a Police (Polonia)

La conversione diretta del carbone in carburante sintetico fu originariamente sviluppata in Germania. Il processo Bergius fu sviluppato da Friedrick Bergius che depositò il brevetto nel 1913. Karl Goldschmidt lo invitò a costruire un impianto industriale nella sua fabbrica Th. Goldschmidt AG (ora conosciuta come Industrie Evonik) nel 1914. La produzione cominciò solamente nel 1919. Anche la conversione indiretta del carbone (dove il carbone è gassificato e poi convertito in carburante sintetico) fu sviluppata in Germania da Franz Fischer e Hans Tropsch nel 1923, con il processo Fischer-Tropsch. Durante la Seconda guerra mondiale la Germania usò la creazione di olio sintetico per produrre prodotti petroliferi surrogati usando il processo Bergius (dal carbone), il processo Fischer-Tropsch (acqua gas), e altri metodi (Zeitz usava i processi TTH e MTH). Nel 1931, Il British Department of Scientific and Industrial Research a Greenwich, in Inghilterra, preparò una piccola attrezzatura dove l'idrogeno era combinato con il carbone a una pressione estremamente alta per produrre un carburante sintetico.
Le fabbriche che usavano il processo Bergius furono la più importante fonte dei Tedeschi di gasolio di alta qualità per aerei, di olio, gomma, metanolo e ammoniaca sintetici e acido nitrico. Quasi un terzo della produzione Bergius era prodotta dalle fabbriche a Pölitz (in polacco: Police) e Leuna, con un terzo in più in altre 5 fabbriche (Ludwigshafen aveva una fabbrica Bergius molto più piccola che "migliorava la qualità del gasolio attraverso la deidrogenazione" usando il processi DHD).
Le categorie di carburante sintetico includevano "T.L. carburante per jet", "gasolio per aerei di prima qualità", "gasolio di base per aerei", e "benzina-olio di catrame"; e anche gas d'aria e diesel furono sintetizzati in carburante (per esempio carri armati convertiti usavano gas d'aria). All'inizio del 1944, la produzione di combustibile sintetico in Germania raggiunse più di 124.000 barili al giorno (19.700 m³) da 25 fabbriche incluse 10 nell'area della Ruhr. Nel 1937, i quattro impianti a carbone di lignite della Germania a Böhlen, Leuna, Magdeburgo/Rothensee e Zeitz, insieme all'impianto a carbone bituminoso dell'area della Ruhr a Scholven/Buer, avevano prodotto 4,8 milioni di barili (760 × 10³ m³). Quattro nuovi impianti di idrogenazione (in tedesco: Hydrierwerke) furono successivamente eretti a Bottrop-Welheim (che usava "pece di catrame minerale bituminoso"), Gelsenkirchen (Nordstern), Pölitz e, a 200.000 tonn/a, Wesseling. Nordstern e Pölitz/Stettino usavano carbone bituminoso, come facevano i nuovi impianti di Blechhammer. Heydebreck sintetizzò olio alimentare, che fu testato sui prigionieri dei campi di concentramento. Il Personale speciale di Geilenberg stava usando 350.000 lavoratori forzati, per la maggior parte stranieri, per ricostruire gli stabilimenti di petrolio sintetico bombardati, in un programma d'emergenza di decentramento, per costruire 7 impianti di idrogenazione sotterranei per protezione dai bombardamenti (nessuno fu completato). (I progettisti avevano rifiutato una tale proposta precedente perché la guerra doveva essere vinta prima che i bunker fossero completati.) Nel luglio 1944, si stava "ricavando nella parte nord di Himmelsburg" della fabbrica Mittelwerk l'impianto sotterraneo di petrolio sintetico del progetto "Cuculo" (800.000 m²), che però era incompleto alla fine della Seconda guerra mondiale.
Le tecnologie indirette Fischer-Tropsch ("FT") furono portate negli Stati Uniti dopo la Seconda guerra mondiale, e un impianto da 7.000 barili al giorno (1.100 m³/d) fu progettato dalla HRI e costruito a Brownsville (Texas). Lo stabilimento rappresentò il primo uso commerciale della conversione Fischer-Tropsch ad alta temperatura. Operò dal 1950 al 1955, quando fu chiuso perché il prezzo del petrolio era crollato a causa dell'accresciuta produzione e delle enormi scoperte in Medio Oriente.
Nel 1949, un impianto dimostrativo per convertire il carbone in benzina fu costruito e gestito dallo U.S. Bureau of Mines a Louisiana (Missouri). Anche impianti per la conversione diretta del carbone furono sviluppati negli Stati Uniti dopo la Seconda guerra mondiale, compreso uno stabilimento da 3 tonnellate al giorno a Lawrenceville (New Jersey) e un altro da 250-600 tonnellate al giorno a Catlettsburg (Kentucky).

## Classificazione e principi
Il termine "combustibile sintetico" ha diverse definizioni che possono includere diversi tipi di combustibile. Le definizioni più tradizionali, ad es. la definizione data dall'Agenzia internazionale dell'energia, definiscono il "combustibile sintetico" come qualsiasi combustibile liquido ottenuto dal carbone o dal gas naturale. La Energy Information Administration definisce i combustibili sintetici nelle sue Prospettive Annuali dell'Energia 2006, come combustibili ricavati da carbone, gas naturale o biomasse attraverso la conversione chimica in greggio sintetico e/o prodotti sintetici liquidi. Un certo numero di definizioni del combustibile sintetico includono anche combustibili prodotti da biomasse e rifiuti industriali o urbani. La definizione di combustibile sintetico può anche comprendere sabbie bituminose e scisto bituminoso come fonti di combustibile, e oltre a combustibili liquidi sono inclusi anche combustibili gassosi. Nel suo "Manuale dei combustibili sintetici", il petrolchimico James G. Speight includeva combustibili liquidi e gassosi come anche combustibili solidi puri prodotti dalla conversione di carbone, scisto bituminoso, sabbie bituminose e varie altre forme di biomasse, nonostante ammettesse che nel contesto dei combustibili a base di petrolio il termine avesse un significato ancora più ampio. A seconda della situazione, possono essere inclusi anche metanolo, etanolo e idrogeno.
I combustibili sintetici sono prodotti dal processo chimico di conversione. I metodi di conversione possono includere la conversione diretta, che significa che la sostanza d'origine è convertita direttamente in combustibili liquidi per il trasporto, o la conversione indiretta, che significa che la sostanza d'origine è convertita inizialmente in syngas che passa poi attraverso un processo di conversione aggiuntivo per diventare combustibili liquidi. I metodi basilari di conversione sono la carbonizzazione e la pirolisi, l'idrogenazione e la dissoluzione termica.

## Processi
Ci sono numerosi processi che possono essere usati per produrre combustibili sintetici. I principali sono di tre tipi: processi indiretti, diretti e per biocombustibili.

### Conversione indiretta
La conversione indiretta ha la più ampia distribuzione a livello mondiale, con la produzione globale che raggiunge un totale di circa 260.000 barili al giorno (41.000 m³/d), e molti progetti aggiuntivi in corso di sviluppo attivo.
La conversione indiretta si riferisce in senso ampio a un processo, nel quale la biomassa, il carbone o il gas naturale è convertito in una miscela di idrogeno e monossido di carbonio noto come syngas (o "gas di sintesi") attraverso la gassificazione o la reazione di reforming con vapore, e nel quale il syngas è trasformato in un combustibile liquido per trasporti usando una delle numerose diverse tecniche di conversione secondo il prodotto finale desiderato.

Le tecnologie primarie che producono combustibile sintetico da syngas sono la sintesi di Fischer-Tropsch e il processo Mobil (noto anche come metanolo in benzina (Methanol To Gasoline, o MTG)). Ci sono alcune tecnologie in corso di sviluppo per produrre etanolo da syngas, benché queste non siano ancora state dimostrate su scala commerciale.
Il processo Fischer-Tropsch fa reagire il syngas tipicamente con un catalizzatore a base di cobalto o di ferro, e trasforma il gas in prodotti liquidi (primariamente carburante diesel e carburant per jet) e potenzialmente in cere (a seconda del processo FT impiegato).
Il processo per produrre combustibili sintetici attraverso la conversione indiretta è spesso chiamato carbone in liquidi (coal-to-liquids, o CTL), gas in liquidi (gas-to-liquids, o GTL) o biomass-to-liquids, o BTL), secondo la materia prima iniziale. Almeno tre progetti (Ohio River Clean Fuels, Illinois Clean Fuels e Rentech Natchez) stanno combinando materie prime di carbone e biomasse, creando combustibili sintetici con materie prime ibride noti come carbone e biomassa in liquidi (Coal and Biomass To Liquids, o CBTL).
Le tecnologie dei processi di conversione indiretta possono anche essere usate per produrre idrogeno, potenzialmente per l'uso nei veicoli a pile di combustibile, o come co-prodotto del flusso dell'elica, o come prodotto primario.

### Conversione diretta
La conversione diretta riguarda i processi nei quali le materie prime del carbone o delle biomasse sono convertite direttamente in prodotti intermedi o filai, senza passare attraverso lo stadio intermedio della conversione in syngas mediante gassificazione.
I metodi di conversione diretta possono essere suddivisi in due grandi categorie: la pirolisi e la carbonizzazione da un lato, e l'idrogenazione dall'altro.

#### Processi di idrogenazione
Uno dei principali metodi di conversione del carbone in liquidi mediante un processo di idrogenazione è il processo Bergius. In questo processo, il carbone è liquefatto mescolandolo con il gas idrogeno e riscaldando il sistema (idrogenazione). Il carbone secco è mescolato con il petrolio pesante riciclato dal processo. Al processo è tipicamente aggiunto un catalizzatore. La reazione si verifica tra 400 e 500 °C e fra 20 e 70 MPa di pressione dell'idrogeno. La reazione può essere sintetizzata come segue:
{\displaystyle n{\rm {C}}+(n+1){\rm {H}}_{2}\rightarrow {\rm {C}}_{n}{\rm {H}}_{2n+2}}
Dopo la prima guerra mondiale furono costruiti parecchi stabilimenti in Germania, che furono usati estensivamente durante la seconda guerra mondiale per fornire alla Germania carburante e lubrificanti.
Il processo Kohleoel, sviluppato in Germania dalla Ruhrkohle e dalla VEBA, fu usato nell'impianto dimostrativo, con la capacità di 200 tonnellate di lignite al giorno, costruito a Bottrop (Germania). Questo impianto funzionò dal 1981 al 1987. In questo processo, il carbone è mescolato con un solvente riciclato e un catalizzatore di ferro. Dopo il preriscaldamento e al pressurizzazione, è aggiunto H2. Questo processo ha luogo in un reattore tubolare alla pressione di 300 bar e alla temperatura di 470 °C. Esso fu studiato anche dalla Sasol in Sudafrica.
Negli anni 1970-1980, le società giapponesi Nippon Kokan, Sumitomo Metal Industries e Mitsubishi Heavy Industries svilupparono il processo NEDOL. In questo processo, il carbone è mescolato con un solvente riciclato e un catalizzatore sintetico a base di ferro; dopo il preriscaldamento è aggiunto H2. La reazione ha luogo in un reattore tubolare a una temperatura fra 430 e 465 °C e alla pressione di 150-200 bar. Il petrolio prodotto ha bassa qualità e richiede un intenso affinamento. Il processo H-Coal, sviluppato dalla Hydrocarbon Research, Inc., nel 1963, mescola carbone polverizzato con liquidi riciclati, idrogeno e catalizzatore nel reattore a letto ebullato. I vantaggi di questo processo sono che la dissoluzione e l'affinamento del petrolio stanno avendo luogo nel reattore singolo, i prodotti hanno un alto rapporto H/C, e un tempo di reazione veloce, mentre i principali svantaggi sono l'alta produzione di gas, l'alto consumo di idrogeno e la limitazione di usare il petrolio solo come combustible per caldaie a causa delle impurità.
I processi SRC-I ed SRC-II (Solvent Refined Coal, "Carbone raffinato con solvente") furono sviluppati dalla Gulf Oil e attuati come impianti pilota negli Stati Uniti negli anni 1960 e 1970. La Nuclear Utility Services Corporation sviluppò un processo di idrogenazione che fu brevettato da Wilburn C. Schroeder nel 1976. Il processo comportava carbone secco, polverizzato mescolato grosso modo con 1wt% di catalizzatori di molibdeno. L'idrogenazione si verificava mediante l'uso di syngas a temperatura e pressione elevate prodotto in un gassificatore separato. Il processo in definitiva dava un prodotto grezzo sintetico, la nafta, un ammontare limitato di gas C3/C4, liquidi a peso leggero-medio (C5-C10) adatti per l'uso come carburanti, piccole quantità di NH3 e significative quantità di CO2. Altri processi di idrogenazione a stadio singolo sono il processo solvente donatore Exxon, il processo ad alta pressione Imhausen e il processo cloruro di zinco Conoco.
Ci sono numerosi processi di liquefazione diretta a due stadi; tuttavia, dopo gli anni 1980 sono stati sviluppati solo il Catalytic Two-stage Liquefaction Process ("Processo catalitico di liquefazione a due stadi"), modificato dallo H-Coal Process ("Processo H-Carbone"); il Liquid Solvent Extraction Process ("Processo di estrazione mediante solvente liquido") della British Coal; e il Brown Coal Liquefaction Process ("Processo di liquefazione del carbone marrone") del Giappone.
La Chevron Corporation sviluppò un processo inventato da Joel W. Rosenthal chiamato Chevron Coal Liquefaction Process (CCLP, "Processo Chevron di liquefazione del carbone"). È unico a causa dell'accoppiamento ravvicinato del dissolvente non catalitico e dell'unità di idrotrattamento catalitico. L'olio prodotto aveva proprietà che erano uniche quando confrontate con altri oli di carbone; era più leggero e aveva di gran lunga meno impurezze eteroatomiche. Il processo fu ampliato di scala al livello di 6 tonnellate al giorno, ma non collaudato commercialmente.

#### Processi di pirolisi e carbonizzazione
Ci sono molti processi diversi di carbonizzazione. La conversione della carbonizzazione si verifica attraverso la pirolisi o la distillazione distruttiva, e produce catrame di carbone, olio e vapore acqueo, gas sintetico non condensabile e carbone di legna come residuo solido. Il catrame di carbone condensato e l'olio sono poi ulteriormente trattati mediante idrogenazione per rimuovere le specie di zolfo e azoto, dopo di che sono trasformati in combustibili.
Il tipico esempio di carbonizzazione è il processo Karrick, inventato da Lewis Cass Karrick negli anni 1920. Si tratta di un processo di carbonizzazione a bassa temperatura (low-temperature carbonization, LTC), dove il carbone è riscaldato da 360 a 750 °C in assenza di aria. Queste temperature ottimizzano la produzione di catrami di carbone più ricchi di idrocarburi più leggeri rispetto al normale catrame di carbone. Tuttavia, i liquidi prodotti sono per la maggior parte un sottoprodotto e il prodotto principale è il semicoke, un combustibile solido e senza fumo.
Il processo COED, sviluppato dalla FMC Corporation, usa un letto fluidizzato per il trattamento, in combinazione con la temperatura crescente, attraverso quattro stadi di pirolisi. Il calore è trasferito dai gas ardenti prodotti dalla combustione di parte del carbone vegetale prodotto. Una modificazione di questo processo, il processo COGAS, implica l'aggiunta di gassificazione del carbone vegetale. Il processo TOSCOAL, un analogo del processo TOSCO II di distillazione di scisto bituminoso mediante storta e del processo Lurgi-Ruhrgas, che si usa anche per l'estrazione di scisto bituminoso, utilizza solidi ardenti riciclati per il trasferimento di calore.
Le rese liquide della pirolisi e dei processi Karrick sono generalmente basse per un uso pratico per la produzione di combustibili liquidi sintetici. Inoltre, i liquidi risultanti sono di bassa qualità e richiedono un ulteriore trattamento prima di poter essere usati come carburanti per motore. In sintesi, c'è poca possibilità che questo processo renderà volumi economicamente sostenibili di combustibile liquido.

### Processi di biocarburante
Un esempio di un processo di carburante sintetico a base di biocarburante è il carburante avio rinnovabile idrotrattato (Hydrotreated Renewable Jet, HRJ). Ci sono numerosi varianti di questi processi in corso di sviluppo, e sta incominciando il processo di collaudo e di certificazione per gli aviocarburanti HRJ.
Ci sono due processi di questo genere in corso di sviluppo da parte della UOP (una multinazionale del gruppo Honeywell specializzata in tecnologie petrolchimiche). Uno che usa materie prime solide di biomasse, e uno che usa bioolio e grassi. Il processo che usa fonti solide di biomasse di seconda generazione come panico verga e biomassa legnosa utilizza la pirolisi per produrre un bioolio, che è poi stabilizzato cataliticamente e deossigenato per produrre un combustibile per aviogetti. Il processo che usa oli e grassi naturali passa attraverso un processo di deossigenazione, seguito da idrocracking e da isomerizzazione per produrre un aviocarburante di cherosene paraffinico sintetico (Synthetic Paraffinic Kerosene).

### Processi per sabbie e scisti bituminosi
Il greggio sintetico può essere creato anche preraffinando il bitume (una sostanza simile al catrame che si trova nelle sabbie bituminose), o sintetizzando idrocarburi liquidi dallo scisto bituminoso. Ci sono numerosi processi che estraggono olio di scisto (petrolio greggio sintetico) dallo scisto bituminoso mediante pirolisi, idrogenazione o dissoluzione termica.

## Commercializzazione
L'azienda dominante nella commercializzazione di combustibile sintetico è Sasol, una società con sede in Sudafrica.
La capacità degli impianti commerciali di combustibile sintetico in tutto il mondo è di oltre 240.000 barili al giorno (38.000 m³/d), inclusi gli impianti di conversione diretta Fischer-Tropsch in Sudafrica (Mossgas, Secunda CTL), Qatar (Oryx GTL) e Malaysia (Shell Bintulu), e un impianto di processo Mobil (metanolo a benzina) in Nuova Zelanda.
Numerosi grandi progetti sono in corso di costruzione in Cina e in Qatar. Alcuni analisti ritengono che la produzione cinese mediante liquefazione del carbone (coal to liquids, CTL) supererà quella del Sudafrica entro il 2015, mentre secondo stime del 2009 la capacità produttiva nuova ed esistente in Qatar avrebbe dovuto superare il livello di produzione del Sudafrica già nel 2011.

### Produttori esistenti
La principale compagnia nella commercializzazione del combustibile sintetico è la Sasol, una compagnia con sede in Sudafrica. La Sasol amministra l'unico impianto commerciale al mondo da carbone a liquidi Fischer Tropsch a Secunda, con una capacità di 150.000 barili al giorno (24.000 m³/d).
L'impianto da gas a liquidi Oryx Fischer Tropsch della Sasol nella città industriale di Ras Laffan (Qatar) sta funzionando ad una capacità di 29.000 barili al giorno (4.600 m³/d), vicino alla sua capacità nominale anticipata di 34.000 barili al giorno (5.400 m³/d).
La Royal Dutch Shell gestisce un impianto da gas a liquidi Fischer Tropsch da 14.700 barili al giorno (2.340 m³/d) a Bintulu (Malesia).
L'impianto da gas a liquidi Mossgas in Sudafrica produce 45.000 barili al giorno (7.200 m³/d) di combustibili sintetici Fischer Tropsch.
Lo Shenhua Group completò un periodo di prova a metà 2009, e raggiunse un funzionamento stabile nel novembre 2010 del loro impianto di liquefazione diretta del carbone (Erdos CTL) da 1,08 milioni di tonnellate all'anno (grosso modo 22.200 barili al giorno (3.530 m³/d)) nella Bandiera di Ejin Horo nella regione autonoma della Mongolia interna, nel nord della Cina. Lo Shenhua alla fine intende espandere l'impianto a 5 milioni di tonnellate all'anno (grosso modo 102.000 barili al giorno (16.200 m³/d)). Lo Shenhua si aspetta anche di completare un progetto carbone a liquidi da 6 milioni di tonnellate all'anno (3 milioni di tpa nella prima fase) che usa la sua tecnologia di conversione indiretta Fischer-Tropsch accanto all'impianto della Mongolia Interna nel terzo quadrimestre del 2009. Nel settembre 2011, lo Shenhua riferì il funzionamento profittevole del suo nuovo impianto CRL durante la prima metà dell'anno 2011. La produzione totale del combustibile liquido durante quel periodo era di 470.000 t e il costo era equivalente a ~60 USD al barile di petrolio greggio.
Altre società che hanno sviluppato processi da carbone o da gas a liquidi (nello stadio di impianto pilota o commerciale) includono la ExxonMobil, la StatoilHydro, la Rentech e la Syntroleum.

### Progetti in costruzione
Il progetto Pearl GTL, un'impresa congiunta della Shell e della Qatar Petroleum, è in costruzione a Ras Laffan (Qatar), e produrrà 140.000 barili al giorno (22.000 m³/d) dei liquidi di petrolio Fischer Tropsch cominciando nel 2011 (primo treno) e 2012 (secondo treni).
Ci si aspetta che il progetto Escravos GTL in Nigeria produca 34.000 barili al giorno (5.400 m³/d) di combustibile sintetico Fischer-Tropsch nel 2013.
Yankuang prevede di iniziare i lavori a breve per un progetto di combustibili sintetici indiretti da 22.000 barili al giorno (3.500 m³/d, 1 milioni di tonnellate all'anno). I prodotti finali includeranno 780.800 tonnellate di diesel, 258.400 di nafta, 56,480 di GPL.

### Progetti proposti

#### Stati Uniti
Negli Stati Uniti, l'American Clean Coal Fuels, nel suo progetto Illinois Clean Fuels, sta sviluppando un impianto a biomasse e da carbone a liquidi Fischer-Tropsch da 30.000 barili al giorno (4.800 m³/d), con cattura e sequestro del carbonio, a Oakland (Illinois).
La Baard Energy, nel suo progetto Ohio River Clean Fuels, sta a sua volta sviluppando un impianto da gas e da biomassa a liquidi Fischer-Tropsch da 53.000 barili al giorno (8.400 m³/d) con cattura e sequestro del carbonio. In attesa della conclusione di un pacchetto finanziario, Baard spera di cominciare il lavoro di preparazione sul sito prima della fine del 2009, con la costruzione dell'impianto da iniziare nel 2010. L'avvio iniziale del progetto è stato anticipato al 2013, con l'obiettivo della piena capacità di produzione fissato nel 2015.
La DKRW Advanced Fuels LLC sta sviluppando un impianto da metanolo a benzina (processo Mobil) e da carbone a liquidi da 10.600 barili al giorno (1.690 53.000 barili al giorno (8.400 m³/d) con cattura e sequestro del carbonio (attraverso il recupero assistito di petrolio dall'anidride carbonica) a Medicine Bow (Wyoming). Ci si aspetta che il progetto inizi l'attività nel 2015.

#### Germania
La Choren Industries a Freiberg (Germania) ha l'unico impianto dimostrativo da biomassa a liquidi (Biomass to Liquids, BTL) funzionante, che produce 300 barili di combustibili Fischer Tropsch al giorno.

#### India
La Bioleum Resources sta costruendo il primo impianto da biomasse a liquidi dell'India, vicino a Pune (India).

### Combustibile per aviazione
È stato intrapreso uno sforzo per certificare varie forme di combustili sintetici negli Stati Uniti e nelle flotte dell'aviazione internazionali. Questo sforzo è guidato da una coalizione industriale nota come Iniziativa per i combustibili commerciali alternativi per l'aviazione (Commercial Aviation Alternative Fuels Initiative, CAAFI), sostenuta anche da un'iniziativa parallela in corso presso l'Aviazione degli Stati Uniti per certificare i combustibili sintetici ai fini dell'impiego in tutte le piattaforme dell'aviazione. L'aviazione statunitense ha certificato il 99% della sua flotta per l'uso con una miscela 50/50 di combustibile convenzionale e sintetico FT. L'iniziativa della CAAFI è anche riuscita a ottenere una certificazione ASTM completa per una miscela 50/50 sia di carburante sintetico FT-SPK che di HEFA da usare nelle piattaforme dell'aviazione civile.
La Sasol ha annunciato di aver ottenuto la prima approvazione per l'uso di aviocombustibile sintetico al 100% sancita dalle autorità mondiali di controllo dei combustibili per aviazione.
Il 12 ottobre 2009, un Airbus A340-600 della Qatar Airways effettuò il primo volo passeggeri commerciale del mondo che usava una miscela di cherosene e di combustibile sintetico GTL dall'Aeroporto di Londra-Gatwick a Doha.
Il 15 luglio 2011 Lufthansa ha lanciato un collaudo di 6 mesi per un biocombustibile su voli programmati regolari. La rotta selezionata per i voli di prova è Amburgo-Francoforte-Amburgo e sarà coperta da un Airbus 321 con la registrazione D-AIDG.

### Combustibile JBUFF (Joint Battlespace Use Fuel of the Future)
Le future miscele e formulazioni di combustibili possono produrre come risultato un JBUFF (Joint Battlespace Use Fuel of the Future, letteralmente "Combustibile del futuro per uso congiunto in uno spazio di battaglia) ovvero un unico combustibile per uno spazio di battaglia che può essere usato in applicazione sia come combustibile diesel che come combustibile per aviogetti. Un combustibile JBUFF permetterà un dispiegamento rapido e un potenziamento logistico per ambienti militari e di pronto soccorso dove vari tipi di attrezzature possono essere fatti funzionare con un solo combustibile invece di parecchi tipi di combustibile.
La ISFuel Incorporated ha introdotto un'applicazione brevettata per un combustibile congiunto completamente sintetico.

### Consumatori iniziali
In aggiunta ai suoi sforzi di certificazione, l'Aeronautica degli Stati Uniti ha dichiarato pubblicamente la sua intenzione di rifornire metà dei suoi voli domestici di carburante sintetico entro il 2016. Anche l'industria dell'aviazione commerciale, che sta lavorando con potenziali fornitori attraverso la CAAFI, sta facendo forti pressioni per assicurarsi fonti di combustibile.
Il Dipartimento dell'Energia degli Stati Uniti d'America prevede che il consumo domestico di combustibile sintetico fatto di carbone e gas naturale salirà a 3,7 milioni di barili al giorno (590 × 10³ m³/d) nel 2030 sulla base di un prezzo di $57 al barile di greggio ad alto zolfo.

### "Synfuel" non destinato ai trasporti
Numerose compagnie americane American companies (TECO, Progress Energy, DTE Energy, Marriott) hanno tratto vantaggio anche dai crediti fiscali per il synfuel a base di carbone istituiti negli anni 1970, sebbene molti dei prodotti che hanno i requisiti richiesti per il sussidio non siano veri combustibili sintetici.
L'industria del carbone usa il credito per aumentare i profitti sulle centrali elettriche alimentate a carbone introducendo un processo di "pre-trattamento" che soddisfa i requisiti tecnici, e poi brucia il prodotto risultante nello stesso modo in cui brucerebbe il carbone. Talvolta l'ammontare guadagnato mediante il credito fiscale è un fattore essenziale nella gestione economica della centrale. Il credito fiscale del synfuel è usato principalmente in questa maniera da quando i bassi prezzi del gas degli anni 1980 fermarono qualsiasi sforzo rilevante per creare un combustibile sintetico per i trasporti sfruttando il credito, e la sua continuazione di questo sistema è vista come un'importante vittoria clientare per i lobbisti dell'industria del carbone, che costa $9 miliardi all'anno. La produzione totale di tali combustibili sintetici negli Stati Uniti era stimata in 73 milioni di tonnellate nel 2002.
Il credito fiscale per i combustibili sintetici, Sezione 45K, in base al quale avvenivano queste attività, è scaduto il 31 dicembre 2007.

## Aspetti economici
Gli aspetti economici della produzione di combustibile sintetico variano grandemente secondo la materia prima usata, l'esatto processo impiegato, le caratteristiche del sito come i costi delle materie prime e dei trasporti, e il costo dell'attrezzatura addizionale richiesta per controllare le emissioni. Gli esempi descritti sotto indicano un ampio intervallo di costi di produzione tra $20/BBL per il gas a liquidi su larga scala, e i $240/BBL per la biomassa in liquidi + la cattura e sequestro di carbonio su piccola scala.
Al fine di essere economicamente praticabili, i progetti devono fare molto di più che essere semplicemente competitivi testa a testa con il petrolio. Devono anche generare un sufficiente ritorno sull'investimento per giustificare l'investimento di capitale.

### Aspetti economici del GTL
Un combustibile sintetico prodotto dal gas naturale (GTL), senza CSC, in un impianto su larga scala nel Medio Oriente (dove il gas è relativamente poco costoso), ci si aspetta (a partire dal 2005) che sia competitivo con il petrolio in ribasso approssimativamente a $20 al barile.
Recenti progressi da parte della società petrolifera Shell hanno visto i combustibili sintetitici cominciare a diventare profittevoli. La società costruì un impianto GTL (gas a liquidi) in Qatar, inaugurato nel 2011. Doveva essere capace di produrre 300.000 barili al giorno (48.000 m³/d) di combustibili sintetici e di altri prodotti, usando il gas naturale come materia prima.

### Aspetti economici del CTL/CBTL/BTL
Secondo uno studio del dicembre 2007, un impianto di carbone a liquidi (CTL) su media scala (30.000 barili al giorno) situato negli Stati Uniti, che usa carbone bituminoso, ci si aspetta che sia competitivo con il petrolio in ribasso grosso modo a $52–56/BBL equivalenti a petrolio greggio. L'aggiunta della cattura e del sequestro di carbone al progetto ci si aspetta che aumenti di ulteriori $10/BBL il prezzo di vendita richiesto, sebbene questo potrebbe essere bilanciato dagli introiti del recupero assistito di petrolio, o dai crediti fiscali, o dalla vendita finale dei crediti del carbonio.
Uno studio recente della NETL esaminò gli aspetti economici relativi di molte differenti configurazioni di processo per la produzione di combustibili indiretti Fischer Tropsch (FT) che usavano biomassa, carbone e CSC. Questo studio determinò un prezzo al quale l'impianto non solo sarebbe profittevole, ma farebbe anche un rendimento sufficiente per generare un ritorno sull'investimento di capitale richiesto per costruire l'impianto.

Questo capitolo descrive in dettaglio un'analisi che deriva il prezzo di vendita richiesto (PVR, Required Selling Price) dei combustibili diesel FT prodotti al fine di determinare la praticabilità economica e la competitività delle diverse opzioni per l'impianto. Fu eseguita un'analisi di sensibilità per determinare come le regolamentazioni di controllo del carbonio quali il piano di scambio di emissioni per i combustibili dei trasporti influenzerebbero il prezzo sia del diesel derivato dal petrolio che del diesel FT provenienti da diversi impianti. Le conclusioni essenziali di queste analisi furono:
(1) Gli impianti CTL attrezzati con CSC sono competitivi a prezzi del petrolio greggio bassi fino a $86 al barile e hanno meno emissioni di gas serra nel ciclo di vita del diesel derivato dal petrolio. Questi impianti diventano economicamente più competitivi quando aumentano i prezzi del carbonio.
(2) Il costo incrementale di aggiungere una semplice CSC è molto basso (7 centesimi di dollaro al gallone [1,8 centesimi al litro]) perché la cattura di CO2 è una parte intrinseca del processo FT. Questa diventa l'opzione economicamente preferita con prezzi del carbonio sopra i $5/mtCO2eq.27
(3) I sistemi BTL somo ostacolati dalla disponibilità limitata di biomassa che influenza la dimensione massima dell'impianto, in tal modo limitando le potenziali economie di scala. Questo, combinato con i costi relativamente alti della biomassa produce come risultato prezzi del diesel FT che sono doppi di quello di altre configurazioni: da $6,45 a $6,96/gal [da $1,70 a $1,83/l] paragonato da $2,56 a $2,82/gal [$0,67 a $0,74/l] per i sistemi CTL e CBTL 15wt% attrezzati con CSC.
La conclusione raggiunta sulla base di questi risultati fu che sia le configurazioni CTL con CSC sia quelle CBTL da 8wt% a 15wt% con CSC possono offrire le soluzioni più pragmatiche al dilemma della strategia energetica della nazione: riduzioni di gas serra che sono significative (dal 5% al 33% sotto la linea base del petrolio) con PVR del diesel che sono solo metà delle opzioni BTL (da $2,56 a $2,82 al gallone paragonato da $6,45 a $6.96 al gallone per i BTL). Queste opzioni sono economicamente praticabili quando i prezzi del petrolio greggio vanno da $86 a $95 al barile.

Queste valutazioni economiche possono cambiare nell'eventualità che siano scoperte fonti abbondanti di biomasse a basso costo, abbassando il costo dei fattori di produzione dati dalle biomasse stesse e migliorando le economie di scala.
Gli aspetti economici degli impianti a processo indiretto FT con materie prime solide sono ulteriormente confusi a causa della regolamentazione sul carbonio. Generalmente, dal momento che permettere un impianto CTL senza CSC sarà probabilmente impossibile, e gli impianti CTL+CSC hanno una ricaduta in termini di carbonio più bassa dei combustibili convenzionali, ci si attende che la regolamentazione del carbonio sia a saldo positivo per la produzione dei combustibili sintetitici. Ma essa ha un impatto sugli aspetti economici delle diverse configurazioni di processo in modo diversi. Lo studio della NETL ha individuato un processo misto CBTL che usa biomassa al 5-15% insieme al carbone come il più economico in una serie di scenari di prezzi del carbonio e di probabili retolamentazioni future. Sfortunatamente, a causa dei vincoli di scala e di costo, i processi BTL puri non avevano buoni risultati finché non venivano assunti prezzi del carbonio molto alti, benché questo possa migliorare con materie prime migliori e progetti più efficienti su scala maggiore.

#### Aspetti economici della liquefazione diretta del carbone cinese
Lo Shenhua Group recentemente ha riferito che il loro processo di liquefazione diretta del carbone è competitivo con prezzi del petrolio sopra i $60 al barile. Precedenti rapporti hanno indicato un costo di produzione previsto di meno di $30 al barile, in base a un processo di liquefazione diretta del carbone, e un costo di estrazione del carbone sotto i $10/t.
Nell'ottobre 2011, il prezzo effettivo del carbone in Cina era alto fino a $135/t.

## Considerazioni di sicurezza
Una considerazione centrale per lo sviluppo di combustibile sintetico è il fattore della sicurezza, per garantire una fornitura di combustibile interno utilizzando biomassa e carbone interni. Le nazioni che sono ricche di biomassa e carbone possono usare il carburante sintetico per bilanciare il loro uso di combustibili derivati dal petrolio e di petrolio straniero.

## Considerazioni ambientali
Un fattore che è un punto centrale di tutto lo sviluppo dei combustibili sintetici su larga scala è la ricaduta ambientale delle varie tecnologie e processi che possono essere impiegati. La ricaduta ambientale di un dato combustibile sintetico varia grandemente secondo quale processo è impiegato, quale materia prima è usata, quali controlli sull'inquinamento sono effettuati, e quali sono la distanza e il metodo di trasporto sia per l'approvvigionamento della materia prima sia per la distribuzione del prodotto finale.
In molte località, lo sviluppo dei progetti non sarà possibile a causa delle restrizioni di permesso se si sceglie un modello di processo che non soddisfa i requisiti locali per aria e acqua pulite e, sempre di più, per le emissioni di carbonio. Per queste ultime, il parametro rilevante è la cosiddetta impronta di carbonio (carbon footprint), ossia il totale di tutte le emissioni di gas serra, misurate in particolare lungo tutto il ciclo di vita del prodotto, dall'estrazione delle materie prime allo smaltimento finale del prodotto.

### Emissioni dei gas serra nel ciclo di vita
Tra le diverse tecnologie di produzione indiretta dei carburanti sintetici FT, le emissioni potenziali dei gas serra variano grandemente. Ci si aspetta che il carbone in liquidi (coal to liquids, CTL) senza cattura e sequestro del carbonio (CSC) dia come risultato un'impronta di carbonio significativamente più alta dei combustibili convenzionali derivati dal petrolio (+147%). D'altro canto, la biomassa in liquidi con CCS potrebbe fornire una riduzione del 358% delle emissioni di gas serra nel ciclo di vita del prodotto (ossia, in questo caso, dei combustibili sintetici). Entrambi questi impianti usano fondamentalmente la gassificazione e la tecnologia dei combustibili sintetici della conversione FT, ma forniscono ricadute ambientali fortemente divergenti.
Generalmente, il CTL senza CSC ha un'impronta di gas serra più elevata. Il CTL con CSC ha una riduzione del 9-15% delle emissioni dei gas serra nel ciclo di vita paragonata a quella del diesel derivato dal petrolio.
Gli impianti CBTL+CCS che mescolano la biomassa insieme al carbone mentre sequestrano il carbonio lavorano sempre meglio quanto più biomassa si aggiunge. A seconda del tipo di biomassa, delle assunzioni sul magazzinaggio delle radici e della logistica dei trasporti, in via prudenziale con il 40% di biomassa insieme al carbone, gli impianti CBTL+CSC ottengono un'impronta neutrale di gas serra nel ciclo di vita. Con più del 40% di biomassa, cominciano ad avere valori negativi di emissioni nel ciclo di vita, ed immagazzinano efficacemente il carbonio nel terreno per ogni litro di combustibili che producono.
In definitiva gli impianti BTL che impiegano la CSC potrebbero immagazzinare massicce quantità di carbonio mentre producono combustibili per trasporti usando come materie prime biomassa prodotta in modo sostenibile, sebbene ci siano numerosi ostacoli economici significativi e alcuni ostacoli tecnici che dovrebbero essere superati per consentire lo sviluppo di tali infrastrutture.
Si deve prendere attentamente in considerazione anche il tipo e il metodo di approvvigionamento delle materie prime tanto per il carbone quanto per la biomassa usati in questi impianti, in quanto lo sviluppo sconsiderato potrebbe esacerbare i problemi ambientali causati dall'estrazione mediante rimozione delle cime, dal cambiamento d'uso della terra, dal deflusso dei fertilizzanti, dalle preoccupazioni di cibo contro combustibile, o da molti altri fattori potenziali. Oppure no. Dipende interamente da fattori specifici del progetto in base al singolo impianto.
Recentemente sono stati proposti anche processi ibridi idrogeno-carbonio come un'altra alternativa al ciclo chiuso del carbonio, che combinano elettricità "pulita", CO riciclato, H2 e CO2 catturato con biomassa come fattori di produzione come modo per ridurre la biomassa necessaria.

### Emissioni dei combustibili
I combustibili prodotti dai vari processi di combustibili sintetici hanno anche un'ampia varietà di potenziali impatti ambientali, benché essi tendano a essere molto uniformi in base al tipo di processo per combustibile sintetico usato (cioè le emissioni da tubo di scappamento caratteristiche del diesel Fischer Tropsch tendono a essere le stesse, anche se la loro impronta di gas serra nel ciclo di vita può variare sostanzialmente in base a quale impianto ha prodotto il carburante, a seconda di considerazioni sulla materia prima e sul livello di sequestro del carbonio dell'impianto.)
In particolare i combustibili diesel e per aviogetti Fischer Tropsch forniscono drastiche riduzioni generalizzate di tutti i principali inquinanti quali SOx, NOx, particolato (particulate matter, PM) ed emissioni di idrocarburi. Questi combustibili, a causa del loro elevato livello di purezza e mancanza di contaminanti, consentono inoltre l'uso di attrezzature avanzate per il controllo delle emissioni che si è mostrato che elimina virtualmente le emissioni di HC, CO e PM dai veicoli diesel.
Nel corso di una testimonianza dinanzi al Sottocomitato sull'Energia e l'Ambiente della Camera dei Rappresentanti degli Stati Uniti, fu fatta la sefuente affermazione da parte di un dirigente scientifico della Rentech:
I combustibili F-T offrono numerosi benefici agli utenti dell'aviazione. Il primo è un'immediata riduzione delle emissioni di particolato. Si è mostrato che il carburante per aviogetti F-T nei combustori e nei motori di laboratorio riduce le emissioni di PM del 96% al minimo e del 78% in condizioni di crociera. La validazione della riduzione delle emissioni in altri motori a turbina è ancora in corso. Contestuale alle riduzioni di PM è un'immediata riduzione delle emissioni di CO2 dai carburanti F-T. I carburanti F-T riducono intrinsecamente le emissioni di CO2 perché hanno un più elevato contenuto di energia per contenuto di carbonio del carburante, e il carburante è meno denso del carburante per aviogetti convenzionale permettendo all'aeromobile di volare più a lungo con lo stesso carico di carburante.
La pulizia di questi combustibili sintetici FT è ulteriormente dimostrata dal fatto che sono sufficientemente non tossici e benevoli dal punto di vista ambientale da essere considerati biodegradabili. Ciò si deve principalmente alla quasi assenza di zolfo e al livello estremamente basso di aromatici presenti nel combustibile.

## Rinnovabilità
Una preoccupazione comunemente sollevata riguardo allo sviluppo degli stabilimenti di combustibili sintetici è la rinnovabilità. Fondamentalmente, passare dal petrolio al carbone o al gas naturale significa passare da una risorsa intrinsecamente esauribile e geologicamente limitata a un'altra.
Una delle caratteristiche positive che definiscono la produzione dei combustibili sintetici è la capacità di usare molteplici materie prime (carbone, gas o biomassa) per produrre lo stesso prodotto dallo stesso stabilimento. Nel casi degli impianti ibridi biomassa-carbone in liquidi (BCTL), alcune strutture stanno già progettando di usare una significativa componente di biomassa a fianco del carbone. In ultima analisi, data la giusta localizzazione con una buona disponibilità di biomassa e prezzi petroliferi sufficientemente alti, gli stabilimenti dei combustibili sintetici possono essere fatti passare dal carbone o dal gas a una materia prima di biomasse al 100% rinnovabili. Questo fornisce un percorso verso il futuro a una produzione di combustibili realmente rinnovabile, anche se l'impianto originariamente produceva combustibili unicamente dal carbone, rendendo l'infrastruttura compatibile con il futuro anche se la materia prima fossile si esaurisce.
Alcuni processi dei combustibili sintetici possono essere convertiti in pratiche di produzione rinnovabili più facilmente di altre, a seconda dell'attrezzatura selezionata per il processo. Questa è un'importante considerazione progettuale quando questi impianti devono essere pianificati e realizzati, in quanto nella disposizione dell'impianto deve essere lasciato spazio aggiuntivo per accogliere qualsiasi futuro requisito di cambiamento dell'impianto in termini di futura manipolazione e gassificazione dei materiali potesse rendersi necessario per corrispondere a un futuro cambiamento nel profilo di produzione.

## Elettrocarburanti
Gli elettrocarburanti o e-carburanti o e-fuel sono una classe di carburanti sintetici prodotti tramite l'impiego di energia elettrica rinnovabile. Gli elevati costi ne hanno limitato la diffusione, tuttavia l'Unione Europea, tramite il Green Deal europeo, ne ha promosso l'introduzione nel mercato fissando delle quote di impiego per i trasporti terrestri e marittimi.
A marzo 2023 è in discussione il loro possibile impiego per i motori a combustione interna anche per dopo il 2035 (anno per il quale il Green Deal europeo ha previsto la cessazione della vendita degli stessi).

## Nella cultura di massa
- La formula - film statunitense del 1980 incentrato sulla formula tedesca degli anni '30 del processo Fischer-Tropsch.